# Dasiops saltans
Dasiops saltans är en tvåvingeart som först beskrevs av Townsend 1913.  Dasiops saltans ingår i släktet Dasiops och familjen stjärtflugor.
Artens utbredningsområde är Peru. Inga underarter finns listade i Catalogue of Life.